# Rueda (Santa Fé)

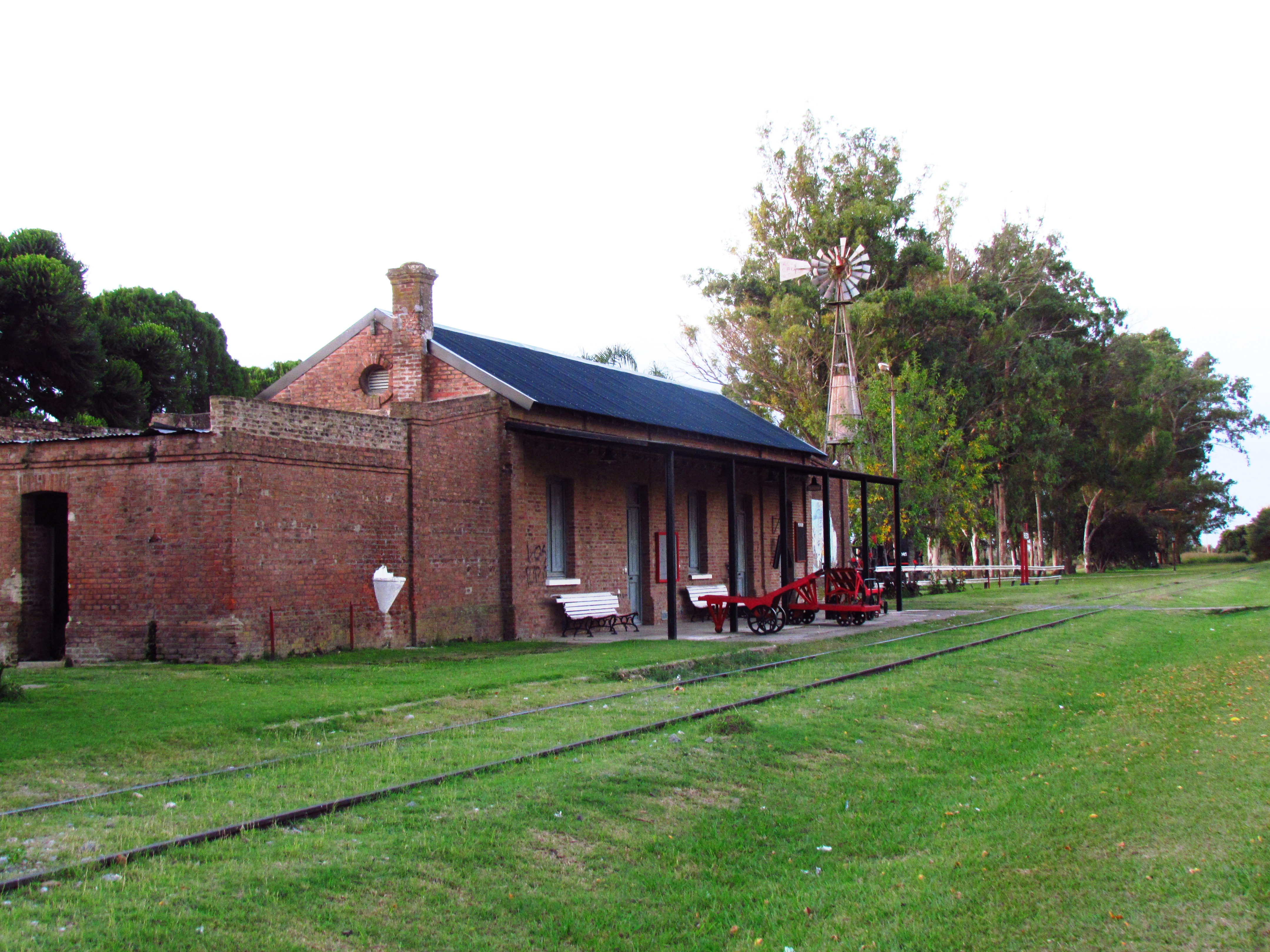

Rueda é uma comuna da Argentina localizada no departamento de Constitución, província de Santa Fé.